# Maike Weiss
Maike Weiss geborene Brückmann (* 29. Februar 1984 in Heidelberg) ist eine deutsche ehemalige Handballspielerin.

## Karriere
Mit fünf Jahren begann Maike Weiss beim TV Hemsbach bei den Minis mit dem Handball. Später wechselte sie dann in die Jugend des TV Nellingen und des VfL Waiblingen. Mit 16 Jahren spielte sie für Waiblingen in  der Regionalliga. Mit 17 ging sie zum Zweitligisten Frisch Auf Göppingen. 2005 schloss sie sich dem Bundesligisten Borussia Dortmund an. Von 2006 bis Februar 2008 stand die 1,81 m große Rückraumspielerin bei der TSG Ketsch unter Vertrag. Noch während der Saison 2007/08 wechselte sie zum sächsischen Spitzenclub HC Leipzig, wo sie einen Vertrag bis Juni 2011 unterzeichnete.
Im Januar 2010 wurde Maike Weiss vom Zweitligisten HSG Bensheim/Auerbach verpflichtet. Für diesen Verein war sie ab 1. Februar 2010 spielberechtigt. In der Saison 2009/10 wurde sie mit der HSG Bensheim/Auerbach Meister der 2. Handball-Bundesliga, Gruppe Süd. Am 20. Juni 2011 gab die HSG Bensheim/Auerbach überraschend die Vertragsauflösung mit Weiss bekannt. Anschließend schloss sie sich dem Landesligisten HC Wernau an.
Maike Weiss wurde von Bundestrainer Armin Emrich für das WM-Vorbereitungsturnier der Nationalmannschaft vom 18. bis 21. Oktober 2007 in Rotterdam nominiert. Im Laufe des Turniers wurde sie in drei Partien eingesetzt, ihr Länderspieldebüt hatte sie im Spiel gegen Spanien am 19. Oktober. Bei der WM 2007 in Frankreich kam sie in zwei Spielen zum Einsatz. Nach dem WM-Spiel gegen Angola wurde sie zum Player of the Match gewählt. Nach einer schweren Knieverletzung musste Weiss am Knie operiert werden und konnte für fast ein Jahr nicht mehr in Leipzig spielen.
2018 wurde Weiss Teil des Trainerteams des Handballverband Württemberg.

## Erfolge
- 3. Platz WM 2007
- DHB-Pokal 2008
- Deutsche Meisterschaft 2009